# البويب (البلقاء)
البويب منطقة سكنية تقع في لواء قصبة السلط، محافظة البلقاء في الأردن. تنتمي المنطقة لقضاء العارضة الذي يضم 14 منطقة. يقدر عدد سكانها بـ 324 نسمة حسب إحصاء 2015.

## الوصلات الخارجية
- دائرة الاحصاءات العامة